# International Fantasy Award
L'International Fantasy Award era un premio letterario annuale per il miglior libro di fantascienza o fantasy assegnato soltanto nel periodo compreso dal 1951 al 1957 (eccetto per l'anno 1956, quando non fu assegnato). Per i primi tre anni è stato assegnato anche un premio per il libro non di narrativa ritenuto di maggior interesse fra i lettori di fantascienza o di fantasy.

## Vincitori
- 1951
  - Narrativa: La Terra sull'abisso di George R. Stewart
  - Non di narrativa: The Conquest of Space di Willy Ley e Chesley Bonestell
- 1952
  - Narrativa: Fancies and Goodnights di John Collier
  - Non di narrativa: L'esplorazione dello spazio di Arthur C. Clarke
- 1953
  - Narrativa: Anni senza fine di Clifford D. Simak
  - Non di narrativa: Lands Beyond di L. Sprague de Camp e Willy Ley
- 1954
  - Narrativa: Nascita del superuomo di Theodore Sturgeon
- 1955
  - Narrativa: Pianeti allo specchio di Edgar Pangborn
- 1957
  - Narrativa: Il Signore degli Anelli di J. R. R. Tolkien